# Floronia hunanensis
Floronia hunanensis is een spinnensoort in de taxonomische indeling van de hangmatspinnen (Linyphiidae).
Het dier behoort tot het geslacht Floronia. De wetenschappelijke naam van de soort werd voor het eerst geldig gepubliceerd in 1993 door Li & Da-xiang Song.